# Ibaneis Rocha
Ibaneis Rocha (Brasília, 10 de julio de 1971), conocido como Ibaneis, es un abogado y político brasileño afiliado al MDB y actual gobernador del Distrito Federal. En 2018, solicitó el puesto de gobernador del Distrito Federal, alcanzando el 41,97% de los votos válidos (634,008 votos) en la primera ronda, ocupando el primer lugar, seguido por el anterior gobernador Rodrigo Rollemberg de PSB, quien obtuvo el segundo lugar con 210,510 votos (13.94% de los válidos), y ambos fueron a la segunda ronda. Elegido gobernador en la segunda ronda con 1,042,574 votos (69.79% de los votos válidos), derrotando a Rollemberg, quien buscaba la reelección en las elecciones generales de Brasil de 2018.

## Suspensión de sus funciones
El 8 de enero de 2023, el juez de la Corte Suprema de Brasil, Alexandre de Moraes, suspendió temporalmente a Ibaneis por un período de 90 días del cargo de gobernador después de la invasión del Congreso brasileño  en 2023 en la capital federal de Brasil por acusaciones de fallas de seguridad. Las protestas fueron lideradas por una combinación de individuos que apoyan al expresidente Jair Bolsonaro y se oponen al actual presidente Luiz Inácio Lula da Silva. La vicegobernadora Celina Leão asumió temporalmente el cargo  hasta el 15 de marzo de 2023, cuando Moraes revocó la suspensión de Rocha.